# Льюїс Козер
Люїс Альфред Козер (англ. Lewis Alfred Coser, Людвіг Кохен) — американський соціолог, 66-й президент Американської соціологічної асоціації (1975), який здебільшого відомий завдяки вивченню конфлікту.

## Біографія
Народився 27 листопада 1913 року в Берліні під ім'ям Людвіг Кохен (невдовзі батько змінив прізвище родини на «Козер»). Його батько був заможним підприємцем, а мати — протестанткою з вищого класу. По суті дитинство Козера було безтурботним.
Коли в 1933 році до влади в Німеччині прийшли нацисти, Людвіг вже закінчив школу і брав активну участь у лівому русі. Будучи вже сформованою особистістю він побачив до чого веде ситуація в країні та в 20 років вирішив емігрувати до Парижу.
Перші роки на новому місці проходили в бідності і постійних пошуках заробітку. Перебиваючись разовими заробітками, він змінив декілька професій, випробувавши свої сили як у фізичній праці (продавець-рознощик), так і на терені розумової праці (особистий секретар одного швейцарського письменника). Його поневіряння закінчилися в 1936 — він отримав право на постійну роботу і влаштувався на одну з посад у французькому представництві американської брокерської фірми.
Паралельно з роботою почав відвідувати заняття в Сорбонні. Не маючи ніяких особливих наукових уподобань, вирішив займатися порівняльним літературознавством — тільки тому, що крім німецької знав ще французьку та англійську мови. Після декількох семестрів почав працювати над дисертацією в порівнянні англійських, французьких і німецьких новел одного часового періоду. Родзинкою цієї роботи повинно було стати вивчення впливу соціальної структури суспільства на формування специфіки тієї чи іншої національної літератури. Після того як куратор Козера заявив, що питання соціальної структури не входять до компетенції літературознавства, а є прерогативою соціології, студент змінив спеціалізацію і став відвідувати лекції з соціології. Так, майже випадково, визначилися наукові терени майбутнього великого соціолога.
У 1941 він був заарештований за наказом французького уряду як уродженець Німеччини і поміщений у трудовий табір на півдні Франції. Це послужило серйозним аргументом на користь еміграції до США. За порадою еміграційної служби Козер змінив німецьке ім'я Людвіг на більш нейтральне Льюїс. Оформляючи міграційні документи, він познайомився зі співробітницею Міжнародної асоціації допомоги біженцям Розою Лаубе, яка стала його дружиною. Перший час після прибуття Козера в США пройшло в роботі в різних урядових комісіях, в тому числі у відділі військових новин і в міністерстві оборони. Якийсь час він був одним з видавців журналу «Модерн Ревью», які пропагували ліві ідеї, а також заробляв статтями для газет.
У 1948, отримавши американське громадянство, вирішив продовжити соціологічну освіту і вступив до Колумбійського університету. Незабаром отримав пропозицію стати викладачем в коледжі Чиказького університету на факультеті соціальних наук та соціології. Період роботи в Чиказькому коледжі дав Козеру можливість не лише поглибити свої знання в галузі соціології, але й ознайомитися з різними підходами і точками зору.
Після двох років роботи в Чикаго він знову повернувся до Нью-Йорка, щоб продовжити освіту в Колумбійському університеті. Після випуску він викладав в Бостоні, в Університеті Брендіс, де заснував факультет соціології. У 1954 закінчив свою докторську дисертацію і захистив її в Колумбійському університеті під керівництвом Роберта Мертона. На основі цієї дисертації в 1956 була опублікована перша книга Козера «Функції соціального конфлікту».
Кінець 1940-х — початок 1950-х ознаменувався в США розквітом маккартизму — гонінь за прихильниками мало-мальськи лівих поглядів. Враховуючи, що Козер завжди відрізнявся схильністю до лівих ідей, ця ситуація різко скоротила його можливості публікуватися. Щоб взагалі їх не втратити, він за підтримки понад 50 інших вчених почав випускати журнал «Діссент» (Dissent — «Інакомислення»), який досі є рупором лівих сил США.
Пропрацювавши в Брендісі 15 років, він перейшов в Нью-Йоркський Державний Університет, де працював аж до своєї відставки.
1960—1970 стали найпліднішим періодом у науковій діяльності Козера. Він написав праці, які вивчають взаємовідносини людей та інститутів: «Люди ідей» (1965) і «Всепоглинаючі інститути» (1974). Через десять років після першої фундаментальної праці з соціології конфлікту вийшла його друга книга з цієї тематики — «Подальші дослідження соціального конфлікту» (1967). Крім цього він випустив кілька книг з історії соціології — «Георг Зімель» (1965), «Майстри соціологічної думки» (1971) і «Вчені біженці в Америці» (1984).
Він очолював Східну соціологічну спілку в 1964—1965, а також Американську соціологічну асоціацію в 1975—1976.
Після виходу у відставку в 1987 Козер разом з сім'єю переїхав жити в Кембридж (штат Массачусетс), де помер у 2003, не доживши до свого 90-річчя всього декількох місяців.

## Функції соціального конфлікту
Козер одним з перших спробував поєднати конфліктний та функціональний підходи і показати функціональність соціального конфлікту. Він розглядає внутрішні та зовнішні соціальні конфлікти і стверджує, що і ті, і інші можуть бути корисними для групової інтеграції.
Вихідною позицією його концепції виступає ідея, що «в будь-якій соціальній структурі завжди є привід для конфліктної ситуації, оскільки час від часу в ній проявляється конкуренція окремих індивідів чи підгруп з приводу дефіцитних ресурсів, престижу та влади. Разом з тим соціальні структури відрізняються одна від одної дозволеними способами вираження прагнень та рівнем терпимості стосовно конфліктних ситуацій».
Групи, що характеризуються високою частотою взаємодій та значним рівнем особистої інтеграції, мають тенденцію до придушення конфліктів, бо реалізація почуття ворожості сприймається як загроза для існуючих тісних зв'язків. А тому відбувається їх акумуляція та посилення внутрішніх антагонізмів. Тут конфлікт буде особливо гострим, бо він буде не лише засобом вирішення проблеми, а й спробою компенсації за всі накопичені образи. Більше того, всеохопна особистісна інтеграція індивідів призведе до мобілізації всіх емоційних ресурсів, які вони мають.
В групах з частковою індивідуальною участю типовою буде множинність конфліктних ситуацій. Конфлікт вичерпується «фактами по даній справі».
Якщо ж говорити про зовнішні конфлікти, то варто розглядати групи з неперервною зовнішньою боротьбою, де є тенденція до придушення внутрішніх конфліктів, та групи, що не втягнуті в постійний зовнішній конфлікт, що вирізняється гнучкістю структури та внутрішньою рівновагою. У другому випадку ми можемо говорити про неоднорідні конфлікти, що постійно накладаються один на одного, забезпечуючи підтримку рівноваги внутрішньо групової структури.
Соціальний конфлікт — спосіб адекватного пристосування соціальних норм до мінливих обставин. Тому в жорстких системах, де придушується конфлікт, блокується також специфічний попереджувальний сигнал і тим самим поглиблюється небезпека соціальної катастрофи.
В ході конфлікту з'ясовується дійсний потенціал кожного противника, стає можливою нова рівновага між ними і відновлення відносин, змінюється існуючий стан позицій влади.
Також завдяки конфлікту здійснюється розмежування коаліцій та їх соціального оточення.
В кожній соціальній системі є «застережні клапани», які згладжують внутрішньогрупові конфлікти, відтягують їх. Чим жорсткішою є соціальна система (певна група), ти більшою є кількість цих клапанів.
Кожен конфлікт рано чи пізно повинен завершитись. За ступенем нормативної регуляції всі конфлікти перебувають між наступними крайніми позиціями:
- повністю інституціоналізовані конфлікти (їх завершення є визначеним заздалегідь)
- абсолютні конфлікти (конфлікт завершується лише тоді, коли повністю зруйновано противника).

## Основні праці
- The Functions of Social Conflict (1956)
- Sociological Theory (1964)
- Men of ideas (1965)
- Political Sociology (1967)
- Continuities in the Study of Social Conflict (1967)
- Masters of Sociological Thought (1970)
- Greedy Institutions (1974)
- The Uses of Controversy in Sociology (1976)
- Refugee Scholars in America (1984)
- Conflict and Consensus (1984)